# Arthur Findlay

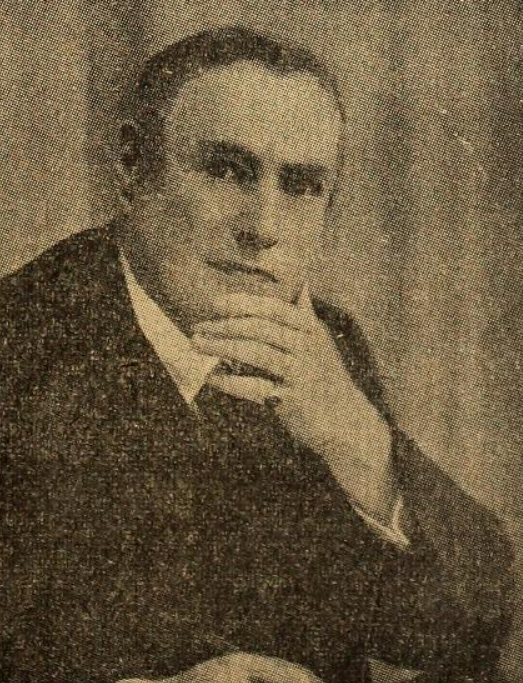
Arthur Findlay

Arthur Findlay (* 1883 in Glasgow; † Juli 1964) war ein britischer Makler und Börsenfachmann sowie einflussreicher Spiritist. Namensgeber des Arthur Findlay College in Stansted nahe London.

## Leben
In Glasgow als Sohn strenggläubiger Eltern geboren, entwickelte Arthur Findlay früh ein Interesse an Religionswissenschaft und - Geschichte. Dennoch führte ihn sein Weg nach dem Studium in England und Genf zunächst in wenig spirituelle Bereiche; er machte Karriere als Börsenmakler und Finanzberater. 1913 erhielt er den Orden des British Empire für seine Verdienste um die Organisation des britischen Roten Kreuzes in Kriegszeiten.
1918 begegnete er – bis dahin ein überzeugter Skeptiker in Bezug auf mediale Phänomene – in Glasgow dem Medium John C. Sloan. Die Begegnung wurde zum Auslöser ausgedehnter Versuche, diese Erscheinungen zu erforschen.
1920 gründete er die Glasgow Society for Psychical Research. Später wurde er Gründer und Vorsitzender des International Institute for Psychical Research. Er war Ehrenmitglied des Edinburgh Psychic College und des Institute of Psychic Writers and Artists.
Findlay widmete sich speziell der Erforschung medialer Phänomene, vor allem der so genannten direct voice-Erscheinungen, die er über fünf Jahre lang studierte und u. a. in einem Werk über das britische Medium John C. Sloan beschrieb. Etwa 40-jährig gab er seine geschäftliche Karriere auf und zog sich auf das von ihm gekaufte großzügige Anwesen Stansted Hall in Essex bei London zurück. Seine späteren Jahre widmete er beruflich der kommunalen Verwaltungsarbeit und privat seinen Studien zu Medialität.
1923 kauften Annie und Arthur Findlay den heute als Arthur Findlay College bekannten Herrensitz und zogen 1926 selbst dort ein. Im Zweiten Weltkrieg nahm das Haus das Rote Kreuz auf und ca. 5000 verwundete Soldaten wurden hier gesund gepflegt.

## Werk
Findlay schrieb mehrere, zum Teil umfangreiche Werke. Vor allem im englischen Sprachraum ist sein zweiteiliges kirchenkritisches Hauptwerk The Curse of Ignorance von 1947 bekannt. Weitere Werke sind unter anderem:
- On the Edge of the Etheric: Survival After Death Scientifically Explained (1931) ISBN 978-1585093403
- The rock of truth Or Spiritualism, The Coming World Religion (1933) Kessinger Publishing 10.September 2010, en, 328 S. ISBN 978-1163142394
- The Way of Life
- Where two worlds meet
- The Unfolding Universe
- The Psychic Stream
- Looking back

## Einfluss
Überregional ist Arthur Findlay heute hauptsächlich durch das nach ihm benannte College bekannt, eine Ausbildungsstätte für Medialität und Spiritismus. In seinem letzten Willen vermachte Findlay sein Privathaus, Stansted Hall, der SNU (Spiritualist National Union), die in diesen Räumlichkeiten das Arthur Findlay College ins Leben rief und bis heute betreibt.